# Vlatko Kovačević
Vlatko Kovačević (ur. 26 marca 1942 w Dubrowniku) – chorwacki szachista, arcymistrz od 1976 roku.

## Kariera szachowa
W 1968 r. reprezentował Jugosławię na drużynowych mistrzostwach świata studentów, rozegranych w Ybbs. Pomiędzy 1971 a 1990 r. sześciokrotnie uczestniczył w drużynowych mistrzostwach państw bałkańskich, zdobywając wspólnie z drużyną 6 medali (w tym trzy złote, w latach 1975, 1985 i 1990). W latach 80. XX wieku należał do ścisłej czołówki jugosłowiańskich szachistów, dwukrotnie (1983, 1989) zdobywając srebrne medale drużynowych mistrzostw Europy. W latach 1982–1990 czterokrotnie wystąpił w reprezentacji Jugosławii na szachowych olimpiadach (w 1990 r. zdobywając brązowy medal za indywidualny wynik na IV szachownicy w zespole Jugosławii B), poza tym w turniejach olimpijskich startował jeszcze dwukrotnie (1992, 1998), w drużynie Chorwacji. Wielokrotnie startował w indywidualnych mistrzostwach Jugosławii (do 1991) oraz Chorwacji, w 1985 r. zdobywając w Nowym Sadzie brązowy medal.
W 1970 r. wystąpił w rozegranym w dwóch miastach (Rovinj i Zagrzeb) "Turnieju Wolności", w którym uczestniczyli zawodnicy ówczesnej ścisłej światowej czołówki (m.in. Robert Fischer, Vlastimil Hort, Wasilij Smysłow, Svetozar Gligorić, Wiktor Korcznoj i Tigran Petrosjan). W turnieju tym jako jedyny pokonał zwycięzcę, Roberta Fischera, późniejszego (1972–1975) mistrza świata. W kolejnych latach odniósł szereg sukcesów w turniejach międzynarodowych, m.in.:
- 1973 – Oslo (I m.),
- 1975 – Rovinj/Zagrzeb (dz. II m. za Gyulą Saxem, wspólnie z Jurajem Nikolacem i Witalijem Cieszkowskim),
- 1976 – Sombor (I m.), Virovitica (dz. I m. wspólnie z Pálem Benkő i Vlastimilem Vansą),
- 1977 – Karlovac (dz. I m. wspólnie z Markiem Diesenem i Hansem Ree),
- 1979 – Zagrzeb (I m.), Virovitica (I m.),
- 1980 – Virovitica (II-III m.), Maribor (I m.),
- 1981 – Tuzla (I m.), Ramsgate (II-VI m.),
- 1982 – Sarajewo (II m. za Ołeksandrem Bielawskim), Vinkovci (I m.),
- 1983 – Hastings (edycja 1982/83, II m. za Rafaelem Waganjanem),
- 1986 – Zenica (dz. II m. za Jaime Sunye Neto, wspólnie z Slavoljubem Marjanoviciem),
- 1988 – Stara Pazova (I m.),
- 1989 – Vinkovci (I m.), Toronto (III m. za Patrickiem Wolffem i Davidem Norwoodem),
- 1990 – Toronto (III m. za Rafaelem Waganjanem i Joelem Benjaminem),
- 1993 – Osijek (dz. II m. za Zdenko Kožulem, wspólnie z Goranem Dizdarem), Vinkovci (dz. II m. za Ivánem Faragó, wspólnie z m.in. Ognjenem Cvitanem i Krunoslavem Hulakiem),
- 1994 – Solin (I m.),
- 1995 – Vinkovci (dz. II m. za Igorem Štohlem, wspólnie z Bojanem Kurajicą i Ľubomirem Ftáčnikiem),
- 1996 – Solin (I m.),
- 1997 – Solin (I m.),
- 1999 – Solin (dz. III m. za Zdenko Kožulem i Władysławem Tkaczewem, wspólnie z Mišo Cebalo),
- 2003 – Solin/Split (III m. za Andriejem Szarijazdanowem i Draženem Cvoroviciem).

Najwyższy ranking w karierze osiągnął 1 lipca 1982 r., z wynikiem 2560 punktów dzielił wówczas 32-33. miejsce na światowej liście FIDE, jednocześnie zajmując 2. miejsce (za Ljubomirem Ljubojeviciem) wśród jugosłowiańskich szachistów.

## Publikacje
Vlatko Kovačević jest autorem dwóch książek o tematyce szachowej:
- Basic Endings, 2007, wyd. Caissa[8]
- Win with the London System (wspólnie ze Sverre Johnsen), 2005, wyd. Gambit, ISBN 1-904600-35-2[9][10]